# جيمس كلارك (لاعب كرة قدم)
جيمس كلارك (بالإنجليزية: James Clarke)‏ (17 نوفمبر 1989 بأيلزبري في المملكة المتحدة - ) هو لاعب كرة قدم بريطاني في مركز الدفاع. لعب مع أكسفورد يونايتد ونادي بريستول روفيرز ونادي وكينغ ونادي سالزبري سيتي وأكسفورد سيتي.

## وصلات خارجية
- جيمس كلارك على موقع قاعدة بيانات كرة القدم.إي يو (الإنجليزية)
- جيمس كلارك على موقع Soccerbase.com (لاعب) (الإنجليزية)
- جيمس كلارك على موقع Soccerway.com (الإنجليزية)